# Hayden Roulston
Hayden Roulston (ur. 10 stycznia 1981 w Ashburton) – nowozelandzki kolarz torowy i szosowy, dwukrotny medalista olimpijski, wicemistrz świata. Obecnie jest zawodnikiem profesjonalnej grupy Trek Factory Racing.
Największym sukcesem zawodnika jest srebrny medal igrzysk olimpijski w Pekinie w wyścigu na dochodzenie indywidualnie, a w konkurencji drużynowej zdobył brązowy medal. W 2003 roku w Stuttgarcie został wicemistrzem świata w torowej konkurencji – madison (partnerem był Greg Henderson). Z powodzeniem startował również w Polsce, wygrywając etap w Tour de Pologne.

## Najważniejsze zwycięstwa i sukcesy

### tor
- 2003
  -  2. miejsce w mistrzostwach świata (madison)
- 2006
  -  1. miejsce w mistrzostwach Nowej Zelandii (wyścig ind. na dochodzenie)
  -  1. miejsce w mistrzostwach Nowej Zelandii (wyścig druż. na dochodzenie)
- 2008
  -  2. miejsce w igrzyskach olimpijskich (wyścig ind. na dochodzenie)
  -  3. miejsce w igrzyskach olimpijskich (wyścig druż. na dochodzenie)

### szosa
- 2002
  - 1. miejsce na 2. etapie Tour of Wellington
- 2003
  - 1. miejsce na 7. etapie Tour de Pologne
- 2004
  - 1. miejsce na 1. etapie Tour de Wallonie
- 2006
  - 1. miejsce w Tour of Wellington
    - 1. miejsce na 3., 5. i 6. etapie

  -  1. miejsce w mistrzostwach Nowej Zelandii (start wspólny)
  - 1. miejsce w Tour of Southland
- 2007
  - 1. miejsce w Tour of Wellington
    - 1. miejsce na 1., 4. i 6. etapie

  - 1. miejsce w Tour of Southland
- 2008
  - 1. miejsce w Tour of Southland
  - 1. miejsce na 4. i 6. etapie Tour of Wellington
- 2010
  - 1. miejsce w Tour of Southland
  - 1. miejsce na 1. etapie Vuelta a España (jazda druż. na czas)
  - 1. miejsce na 6. etapie Post Danmark Rundt
- 2011
  - 1. miejsce w Tour of Southland
    - 1. miejsce na 4. i 8. etapie

  -  1. miejsce w mistrzostwach Nowej Zelandii (start wspólny)
- 2013
  -  1. miejsce w mistrzostwach Nowej Zelandii (start wspólny)